# Bahnstrecke Mirsk–Świeradów-Zdrój
| |                                                                               |                                               |                                               |
| Streckennummer: | 317 (Gryfów Śląski–Świeradów-Zdrój) früher 336 (Mirsk–Świeradów Nadleśnictwo) |                                               |                                               |
| Kursbuchstrecke (PKP): | 253 (Gryfów Śląski–Świeradów-Zdrój)                                           |                                               |                                               |
| Kursbuchstrecke: | 129e (1934)                                                                   |                                               |                                               |
| Streckenlänge: | 11,010 km                                                                     |                                               |                                               |
| Spurweite: | 1435 mm (Normalspur)                                                          |                                               |                                               |
| Streckengeschwindigkeit: | 80 km/h                                                                       |                                               |                                               |
| |                                                                               |                                               |                                               |
| \| \| \| von Gryfów Śląski \| \| \| \| -0,181 \| Mirsk früher Friedeberg (Queis) \| Mirsk früher Friedeberg (Queis) \| \| \| 0,000 \| nach Jindřichovice pod Smrkem \| nach Jindřichovice pod Smrkem \| \| \| 3,328 \| Mroczkowice früher Egelsdorf \| Mroczkowice früher Egelsdorf \| \| \| \| Orłowice \| \| \| \| 5,260 \| Krobica früher Krobsdorf \| Krobica früher Krobsdorf \| \| \| \| Kwisa (Queis) \| \| \| \| 7,701 \| Świeradów-Zdrój früher Bad Flinsberg \| Świeradów-Zdrój früher Bad Flinsberg \| \| \| ~10,2 \| Świeradów Zielona Kopa \| Świeradów Zielona Kopa \| \| \| \| Flinsberg Stellweg \| \| \| \| 10,829 \| Świeradów Nadleśnictwo früher Forst Flinsberg \| Świeradów Nadleśnictwo früher Forst Flinsberg \| \| \| \| \| \| \| Quellen: [1][2] \| \| \| \| |                                                                               |                                               |                                               |
| Strecke |                                                                               | von Gryfów Śląski                             | von Gryfów Śląski                             |
| Haltepunkt / Haltestelle | -0,181                                                                        | Mirsk früher Friedeberg (Queis)               | Mirsk früher Friedeberg (Queis)               |
| Abzweig geradeaus und ehemals nach rechts | 0,000                                                                         | nach Jindřichovice pod Smrkem                 | nach Jindřichovice pod Smrkem                 |
| Haltepunkt / Haltestelle | 3,328                                                                         | Mroczkowice früher Egelsdorf                  | Mroczkowice früher Egelsdorf                  |
| Haltepunkt / Haltestelle |                                                                               | Orłowice                                      | Orłowice                                      |
| ehemaliger Bahnhof | 5,260                                                                         | Krobica früher Krobsdorf                      | Krobica früher Krobsdorf                      |
| Brücke über Wasserlauf |                                                                               | Kwisa (Queis)                                 | Kwisa (Queis)                                 |
| Kopfbahnhof Strecke ab hier außer Betrieb | 7,701                                                                         | Świeradów-Zdrój früher Bad Flinsberg          | Świeradów-Zdrój früher Bad Flinsberg          |
| Haltepunkt / Haltestelle (Strecke außer Betrieb) | ~10,2                                                                         | Świeradów Zielona Kopa                        | Świeradów Zielona Kopa                        |
| Haltepunkt / Haltestelle (Strecke außer Betrieb) |                                                                               | Flinsberg Stellweg                            | Flinsberg Stellweg                            |
| Kopfbahnhof Streckenende (Strecke außer Betrieb) | 10,829                                                                        | Świeradów Nadleśnictwo früher Forst Flinsberg | Świeradów Nadleśnictwo früher Forst Flinsberg |
| |                                                                               |                                               |                                               |
| Quellen: |                                                                               |                                               |                                               |

Die Bahnstrecke Mirsk–Świeradów-Zdrój ist eine normalspurige Nebenbahn in Polen, die ursprünglich von der Friedeberg-Flinsberger Kleinbahn AG errichtet und betrieben wurde. Sie zweigt in Mirsk (Friedeberg am Queis) von der Bahnstrecke Gryfów Śląski–Jindřichovice pod Smrkem ab und führt im Isergebirge nach Świeradów-Zdrój (Bad Flinsberg).
Nach dem früheren Betreiber ist die Strecke heute als Isergebirgsbahn (polnisch: Kolej Gór Izerskich) bekannt.

## Geschichte

### Isergebirgsbahn
Am 1. November 1906 erhielt die private Eisenbahnbau-Gesellschaft Becker & Co GmbH eine Genehmigung für den Bau einer Eisenbahnstrecke von Friedeberg am Queis nach Bad Flinsberg.

Aktie über 700 RM der Isergebirgsbahn-AG, ausgegeben am 9. Dezember 1924

Die Isergebirgsbahn wurde als Friedeberg-Flinsberger Kleinbahn AG am 1. Februar 1908 gegründet und führte erst ab 19. Juni 1911 den späteren Namen Isergebirgsbahn AG. Das Kapital war vom Preußischen Staat, dem Landkreis Löwenberg, der Stadt Friedeberg am Queis, der Gemeinde Bad Flinsberg sowie zwei Privatleuten und der Eisenbahnbau-Gesellschaft Becker & Co GmbH, die anfangs auch den Betrieb führte, aufgebracht worden.
Die normalspurige Strecke führte ab 31. Oktober 1909 von Friedeberg nach Süden im Queistal aufwärts in den schlesischen Teil des Isergebirges hinein, das westlich an das Riesengebirge anschließt, und endete nach 7,7 km zunächst in Bad Flinsberg, einem Stahlbad und Luftkurort. Am 25. Juni 1910 wurde die Verlängerung der Bahn um 3 km bis zur Station Forst Flinsberg (heute: Świeradów Nadleśnictwo) – vor allem für die Holzabfuhr, dann aber auch für den Ausflugsverkehr eröffnet, der Personenverkehr wurde am 5. Juli 1910 aufgenommen. Ursprünglich war geplant, die Strecke weiter bis nach Schreiberhau zu erweitern. Aufgrund wirtschaftlicher Faktoren, rechtlicher Rahmenbedingungen und der Befürchtung, dass die Touristen eher diesen Kurort bevorzugen würden, wurde schließlich auf den Weiterbau bis Schreiberhau verzichtet. Der Bau des repräsentativen Bahnhofsgebäudes in Bad Flinsberg mit Fahrkartenschalter, Restaurant, Büroräumen, Dienstwohnungen und Gästezimmer entstand zwischen 1909 und 1911.
Der Schwerpunkt des Bahnverkehrs lag auf dem Personenverkehr, 1913/14 wurden 121.755 Reisende befördert. Einzelne Züge führten Kurswagen bis nach Greiffenberg, wo Anschluss an die Schlesische Gebirgsbahn bestand. Der Güterverkehr von 28.851 t diente hauptsächlich der Holzabfuhr.
Im Jahre 1935 ging die Betriebsführung auf die AG für Energiewirtschaft über, die alleiniger Gesellschaft der bis dahin betriebsführenden Eisenbahnbau-Gesellschaft Becker & Co GmbH war.

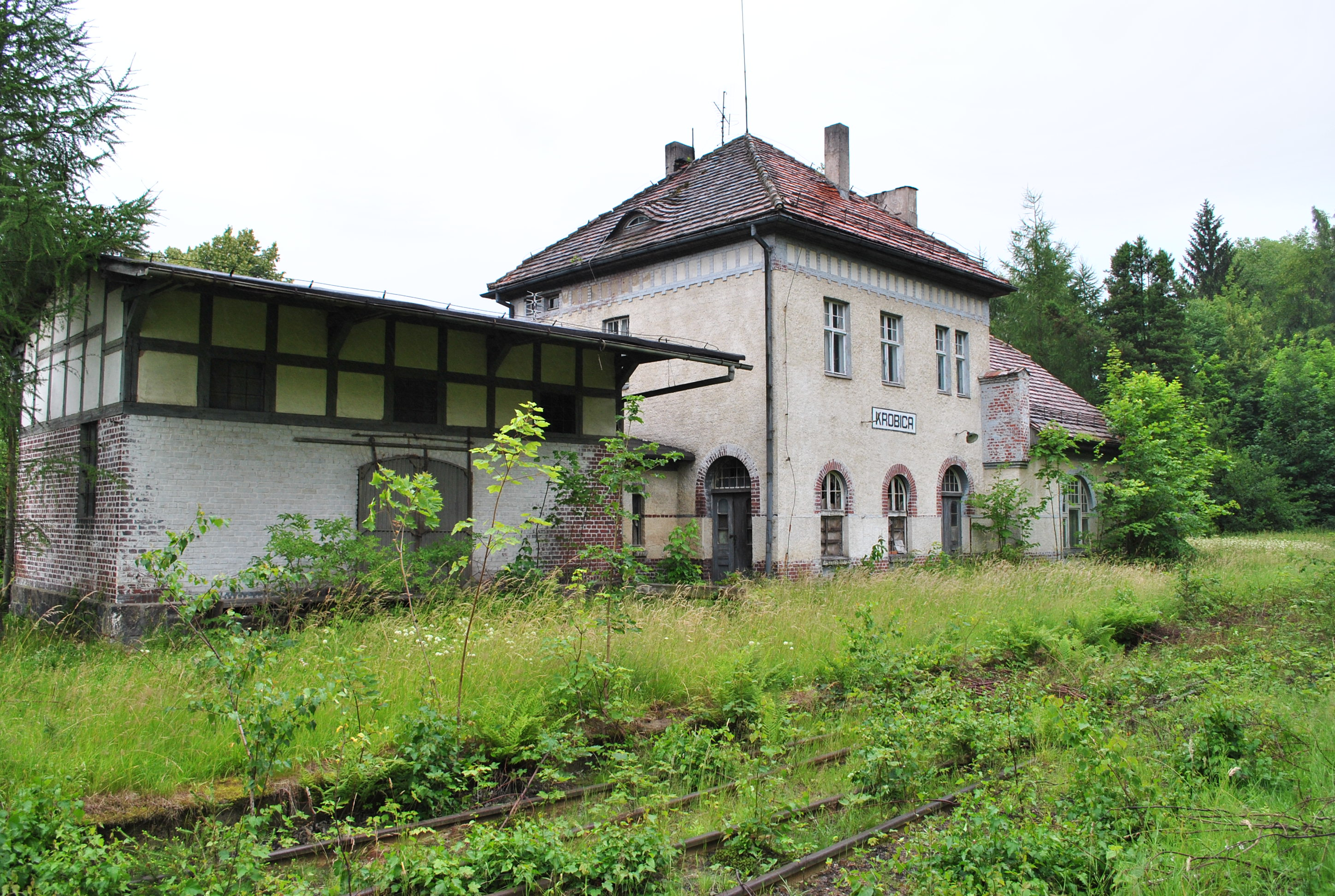
Bahnhof Krobica (2011)

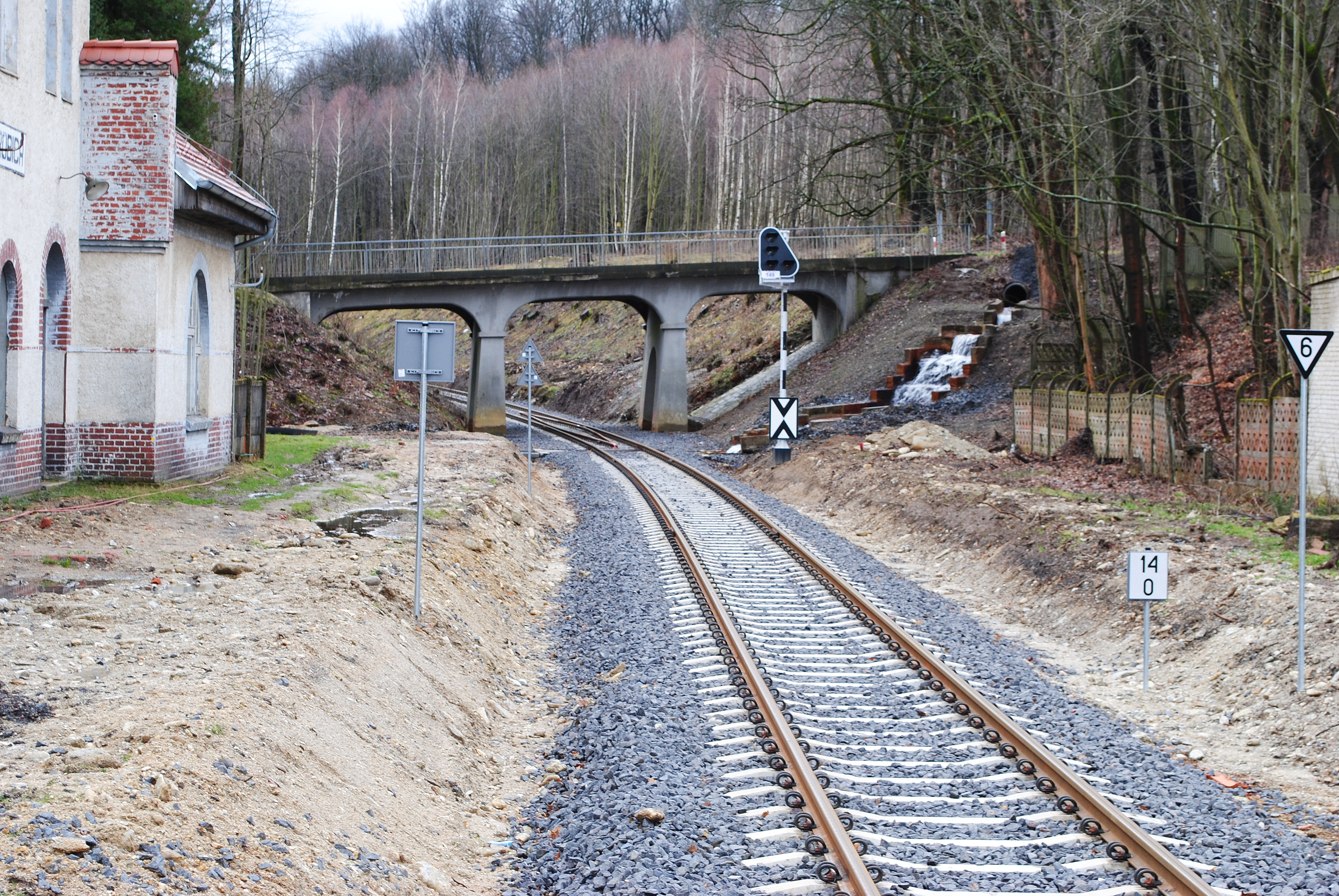
Neu gebautes Gleis am früheren Bahnhof Krobica. Der neue Haltepunkt Orłowice wurde an anderer Stelle neu gebaut (2024)

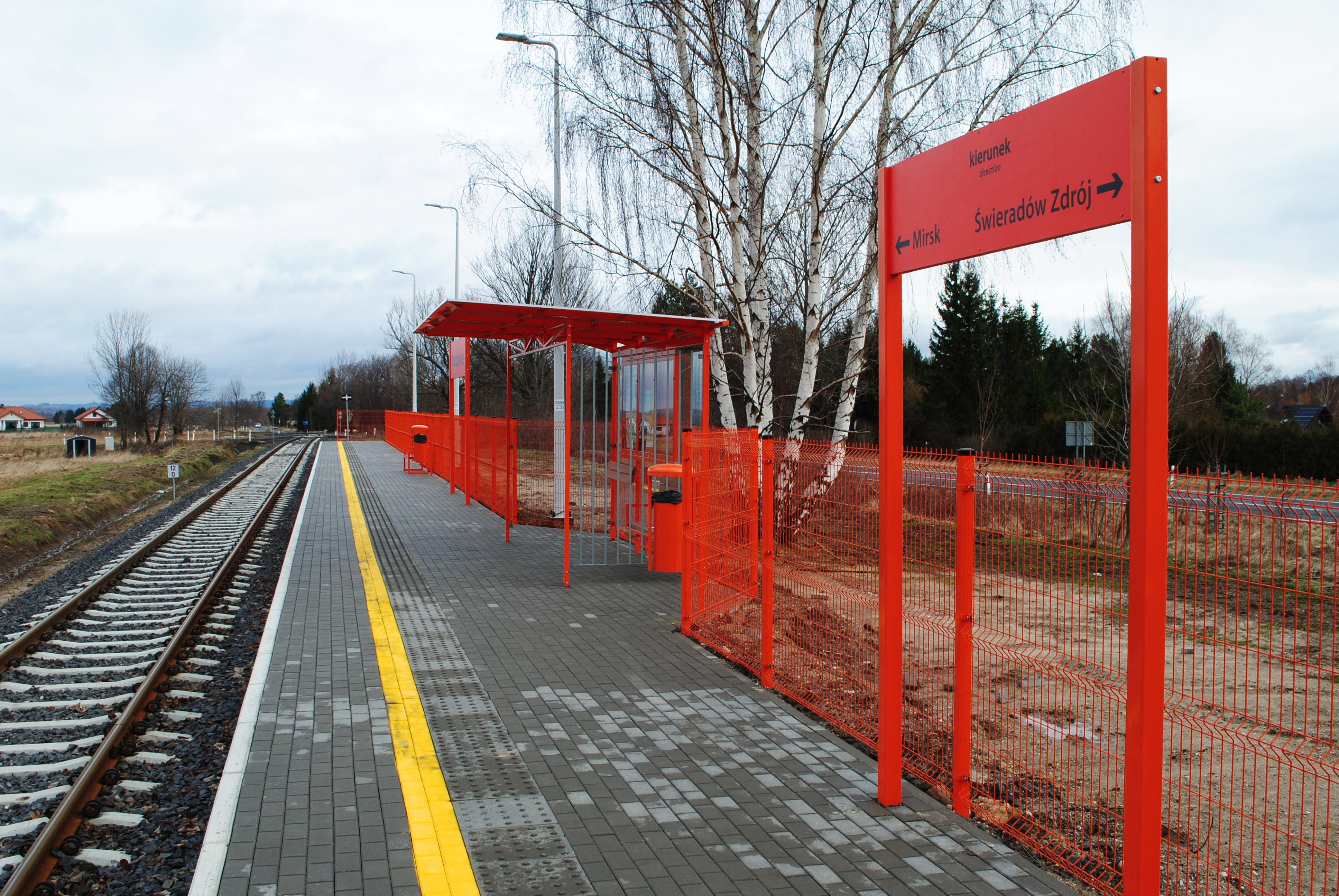
Haltepunkt Mroczkowice (2024)

1939 wurde der Personenverkehr überwiegend mit Triebwagen abgewickelt, es verkehrten zehn Zugpaare täglich. Sie beförderten 149.527 Reisende, im Güterverkehr wurden 23.864 t Güter befördert. Zu dieser Zeit verkehrten die zehn Zugpaare zwischen Bad Flinsberg durchgehend bis Greiffenberg, nur drei davon bis Forst Flinsberg. Kurreisende aus Berlin konnten mit einem Umstieg in Greiffenberg in weniger als 4,5 Stunden in Bad Flinsberg sein.

### Betrieb der Strecke nach 1945
1945 ging die Bahn auf die Polnische Staatsbahn PKP über. Es verkehrten nur noch drei bis vier Personenzüge täglich, der Personenverkehr zwischen Świeradów-Zdrój (Bad Flinsberg) und Świeradów Nadleśnictwo (Flinsberg Forst) wurde aufgegeben. Am 15. Dezember 1995 wurde der Güterverkehr eingestellt. Der letzte Reisezug wurde am 11. Februar 1996 um 17:00 Uhr von Świeradów-Zdrój nach Mirsk feierlich verabschiedet. Im Jahr 2000 wurde die Strecke stillgelegt, aber nicht abgebaut.
Seitens der Wojewodschaft Niederschlesien war ab 2019 eine Wiederinbetriebnahme der Strecke vorgesehen. Die Arbeiten dazu begannen im Juni 2021, nach dem die Niederschlesische Straßen- und Eisenbahnverwaltung (Dolnośląska Służba Dróg i Kolei – DSDiK) die Strecke unentgeltlich von den PKP PLK übernommen hatte. Mit einem Kostenrahmen von 1,5 Millionen Złoty wurde zunächst die Strecke freigeschnitten und die verbliebenen alten Anlagen und Gleise demontiert. Die Kosten für den Wiederaufbau der gesamten Relation Gryfów Śląski–Świeradów-Zdrój wurden seinerzeit auf 45 bis 60 Millionen Złoty geschätzt.
Die Arbeiten zur Instandsetzung der Strecke begannen im Mai 2022. Die Bauzeit wurde zunächst mit 15 Monaten veranschlagt.
Zum Fahrplanwechsel am 10. Dezember 2023 wurde die Strecke wieder in Betrieb genommen. Aus dem Abschnitt Gryfów Śląski – Mirsk der Strecke Nr. 284 Legnica–Pobiedna und dem Abschnitt Mirsk – Świeradów-Zdrój der Strecke Nr. 336 Mirsk – Świeradów Nadleśnictwo wurde dabei die Strecke mit der Nummer 317. Der Fahrplan der Koleje Dolnośląskie (KD) sieht insgesamt elf Zugpaare  zwischen Gryfów Śląski und Świeradów-Zdrój vor, die mehrheitlich von und nach Jelenia Góra durchgebunden werden. Zwei Zugpaare verkehren direkt von und nach Görlitz. Damit entsteht auch für deutsche Ausflügler und Urlauber eine attraktive Verbindung von Berlin und Dresden ins Isergebirge. Insgesamt wurden 44 Millionen Złoty für die Instandsetzung der Strecke von Mirsk bis Świeradów-Zdrój investiert.
Der ehemalige Bahnhof Świeradów-Zdrój beherbergt heute das städtische Zentrum für Kultur, Aktivität und Gemeindeförderung „Stacja Kultury“. Dort befindet sich auch eine kleine Ausstellung zur Geschichte der Bahn. Der Eintritt in den sogenannten Kulturbahnhof ist kostenlos. In einem Raum befindet sich ein Nachbau der Strecke von Gryfów Śląski bis nach Świeradów Nadleśnictwo im Maßstab H0 (1:87), außerdem Dokumente von ehemaligen Bahnbediensteten der Eisenbahnlinie.

## Fahrzeugeinsatz

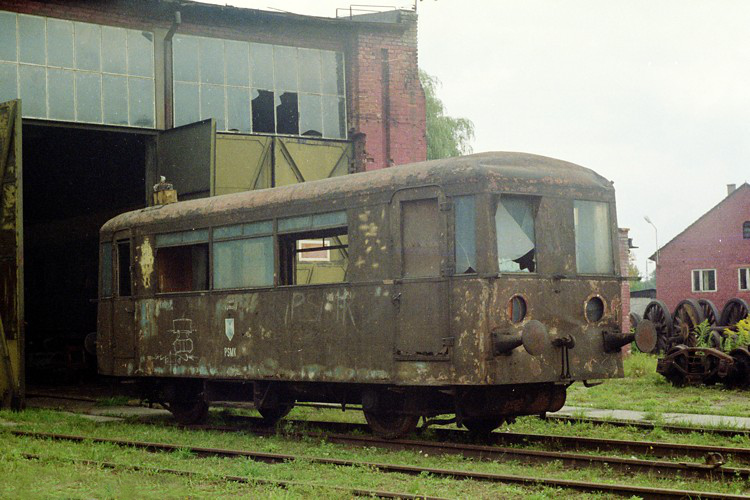
Der VT 10 wurde nach 1945 von den PKP als SN51-02 eingesetzt und ist in Skierniewice als Museumsexponat erhalten (2013)

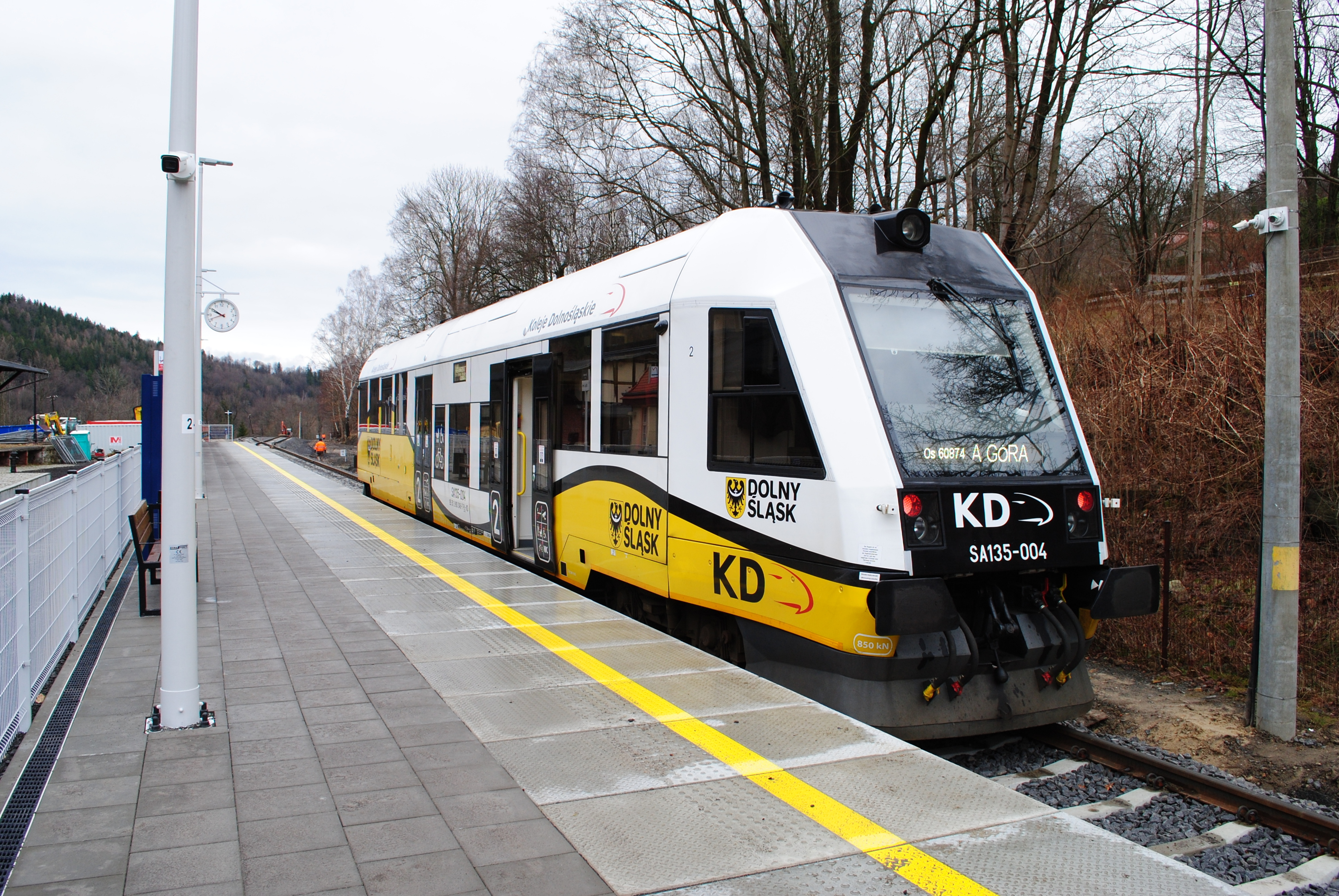
SA 135-004 der Koleje Dolnośląskie in Świeradów-Zdrój (2024)

Bei der Eröffnung waren zwei dreiachsige Nassdampftenderlokomotiven von Orenstein & Koppel vorhanden. 1930 wurden sie durch zwei ehemalige Zahnradlokomotiven der preußischen Gattung T 26 ersetzt. Um den Personenverkehr rentabler zu gestalten, wurden Anfang der 1930er Jahre Triebwagen eingesetzt. Der erste Triebwagen der WUMAG konnte nicht überzeugen und wurde zurückgegeben. Ein zweiter Triebwagen (VT 10) wurde 1935 von dem gleichen Hersteller geliefert. 1939 wurde noch ein größerer Triebwagen (VT 11) von diesem Hersteller beschafft. Außerdem waren sechs Personenwagen, ein Gepäckwagen mit Postabteil und sechs Güterwagen im Einsatz.
Koleje Dolnośląskie setzt seit Dezember 2023 planmäßig Triebwagen der PKP-Baureihe SA135 im Reiseverkehr ein.